# Estación Río Blanco (Chile)
Río Blanco es una estación ferroviaria ubicada en la localidad de Villa Río Blanco, comuna de Los Andes, Región de Valparaíso, Chile. Inaugurada en 1906, fue declarada Monumento Nacional de Chile en 2007.

## Historia
Las vías del Ferrocarril Trasandino Los Andes-Mendoza llegaron hasta Villa Río Blanco en 1904, y en el año 1906 se inauguró la estación, Mientras que la conexión de la red entre Chile y Argentina ocurrió en 1910.
La estación resultó ser clave en las operaciones del ferrocarril, ya que a partir de esta estación, los trenes debían conectarse a la cremallera para pasar la cordillera de los Andes, y además servía como centro de operaciones para los despejes de la vía por la nieve.
A fines de los años 1960 se construyó un ramal hacia la localidad de Saladillo, que se utiliza para el transporte de concentrado de cobre desde la División Andina de Codelco hacia el puerto de Ventanas.
La red ferroviaria operó durante buena parte del siglo XX, pero no fue hasta 1984 que cerró la estación y los servicios de pasajeros de esta.
Fue declarada Monumento Nacional de Chile, en la categoría de Monumento Histórico, mediante el Decreto Exento n.º 1120, del 7 de junio de 2007.

## Infraestructura
La estación está construida con muros de adobe y mampostería de piedra. La estación de pasajeros todavía se encuentra operativa y en buenas condiciones, también se conservan en buen estado una bodega para locomotoras, caballos de agua, una tornamesa y las casas de los empleados de la estación.

## Servicios

### Turístico

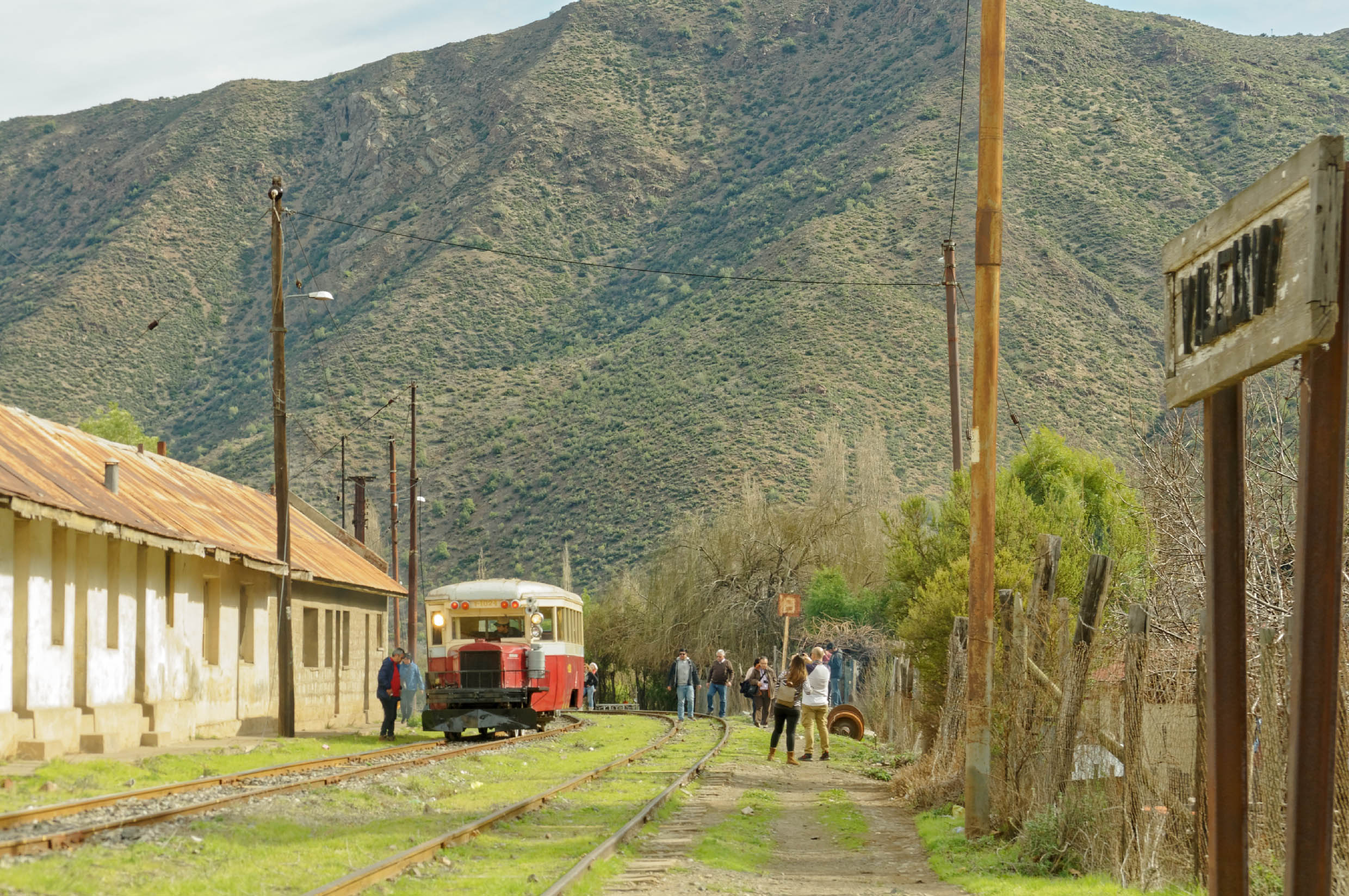
Tren Góndola Carril (2017).

El Tren Góndola Carril es un servicio turístico patrimonial que opera en la región de Valparaíso, Chile. Este recorrido conecta las ciudades de Los Andes y Río Blanco, siguiendo 34 kilómetros de la antigua vía del Ferrocarril Trasandino Central.
El vehículo utilizado es un antiguo bus ferroviario de la década de 1920, con capacidad para 27 pasajeros en butacas dobles. Originalmente, este medio de transporte se empleaba para trasladar turistas al Hotel Portillo y posteriormente para labores de mantenimiento de vías. Durante el trayecto, los pasajeros pueden disfrutar de paisajes cordilleranos y visitar puntos de interés como la estación de Vilcuya y el Salto del Soldado. El servicio incluye una visita a la maestranza de Los Andes, donde es posible conocer antiguas locomotoras y coches del Ferrocarril Trasandino, además de un almuerzo en la Hostería Los Ventisqueros en Guardia Vieja.